# Костандо Живков
Костандо Живков, известен като Желегоцки, е български революционер, костурски войвода на Вътрешната македоно-одринска революционна организация.

## Биография
Костандо Живков е роден през 1867 година в костурското село Желегоже, тогава в Османската империя, днес Пендаврисо, Гърция. До 1901 година е воловар в село Псора. През юни 1901 година убива местен турчин и става нелегален четник на Нумо Янакиев. Взима участие в Илинденско-Преображенско въстание като проявява храброст в сраженията.
След разгрома на въстанието, се оттегля в Гърция, където е арестуван и затворен в Трикала заедно с Нумо Янакиев. Освободени, двамата се присъединяват към Киряк Шкуртов в Лариса и през януари 1904 година отново се връщат в Костенарията, където Янакиев става районен войвода. През лятото на 1904 година, след убийството на Нумо Янакиев, става костенарийски районен войвода, а негов секретар става Киряк Шкуртов.
На 4 декември 1904 година Костандо Живков и Яни Христов са извикани от Осничани в костенарското село Либешово, където попадат на андартска засада, организирана от капитаните Георгиос Цондос, Хрисостомос Хрисомалидис, Алексис Караливанос и Панделис Кандилас. Обградени от 200 гръцки четници Живков и Христов заедно със сина на хазайката си дават седемчасово сражение, в което загиват 32 гърци. Яни Христов, хазайката и синът ѝ падат убити. Костандо прибира труповете им в скривалището, където влиза и той, но се задушава след като андартите запалват къщата.
След смъртта на Живков, андартите претърсват къщата, но не откриват скривалищата. Тъй като трупове не са открити, из населението плъзва слухът, че Костандо Живков е оцелял и се е оттеглил на лечение. Илия Балючев и майка му тайно се промъкват в къщата и спасяват архивата и оръжието. Андартите измъчват Петър Христов Шутков и Мито Христов Мичовски да издадат къде са скривалищата, но те не ги издават и са убити. Едва съседът Георги Андонов издава скривалищата, но в тях на 15 януари 1905 година са намерени само труповете. Дошлият прокурор от Ляпчища заповядва да се погребат труповете в къщата.
Костандо Живков е заместен като районен войвода от Киряк Шкуртов, който дълго време се подписва като Костандо Живков, за да поддържа илюзията, че войводата е жив.
Братът на Костандо Щерьо Живков загива в 1907 година като четник на ВМОРО в Косинец. Другите му братя Апостол и Христо загиват съответно през Първата световна война в българската армия и Гръцко-турската война в гръцката армия.
Георги Константинов Бистрицки пише за Костандо Живков:
| „ | Костандо Желегоцки отъ с. Желегоже, съ първоначално образование, достоенъ наслѣдникъ на Нумо Желински, левентъ юнакъ и авантюристъ, страшилище на Нестрамколскитѣ турци-харамии и на гръцкитѣ бандити, безпримѣренъ народенъ защитникъ, геройски загина заедно със скѫпоцѣнния си другаръ подвойвода Иванъ Христовъ въ люто сражение съ гръцка банда въ с. Лебишево. | “ |